# Willem Smouter
Willem Smouter (Valthermond, 14 februari 1957) is een Nederlands predikant, journalist en bestuurder.

## Levensloop
Smouter groeide op in Breda en Barendrecht. Hij bezocht het Marnix Gymnasium in Rotterdam. Daarna studeerde hij theologie aan de Vrije Universiteit in Amsterdam en de Theologische Hogeschool in Apeldoorn. Na zijn studie diende hij de kerken van de Nederlands Gereformeerde Kerken (NGK) als predikant in Dalfsen, Rijswijk, Breukelen, Ede, Apeldoorn en Doesburg. In november 2013 werd hij eerste preses van de NGK.
Van 1978 tot 2011 werkte Smouter één dag in de week voor de Evangelische Omroep (EO), vanaf 1999 deed hij dat in vaste dienst. Hij was werkzaam als junior reporter bij Tijdsein Radio, parlementair tv-redacteur bij Binnenhof 18, eindregisseur bij Wittewierum, en presentator bij radioprogramma's als Piek5, Bijbel Vandaag en bij EO.nl, dat in september 2011 werd beëindigd. In oktober 2011 trad hij bij de EO uit dienst. Sinds december 2014 is hij voorzitter van zowel de raad van toezicht als de ledenraad van de EO. Hierin volgde hij Ad de Boer op.
Van 2008 tot en met 2013 was hij panellid bij het radioprogramma Deze Week, in 2014 en 2015 bij de rubriek Het vrijdagforum van EO Door de Week. Ook was hij verantwoordelijk voor het opzetten van een website voor predikanten. Op 14 juni 2010 volgde hij Peter Kos op als voorzitter van de Nederlandse tak van de Evangelische Alliantie, tegenwoordig bekend onder de naam MissieNederland. In december 2016 stapte hij op en werd opgevolgd door Jaap van de Poll.
Smouter voelt zich aangesproken door de charismatische geloofstraditie en gelooft dat daar veel van te leren valt. Dit draagt hij actief uit. Hij had zitting in het bestuur van de charismatische organisatie New Wine. In 2006 schreef Smouter het boek Herstelwerk - De Geest van schepping tot voleinding, waarin hij de werking van de Heilige Geest een plek wil geven in een breder Bijbels denkraam. Ook is het boek bedoeld als aanvulling op de gereformeerde traditie, waar traditioneel gezien weinig aandacht is voor het werk van de Heilige Geest.
Bij de gemeenteraadsverkiezingen van maart 2010 stond Smouter als lijstduwer op nummer 18 van de kieslijst van de ChristenUnie in Apeldoorn.

## Persoonlijk
Smouter is getrouwd. Een van zijn kinderen is de filosoof en journalist Karel Smouter. Op 15 oktober 2021 is Willem Smouter geridderd in de Orde van Oranje-Nassau.